# Gramolatrice

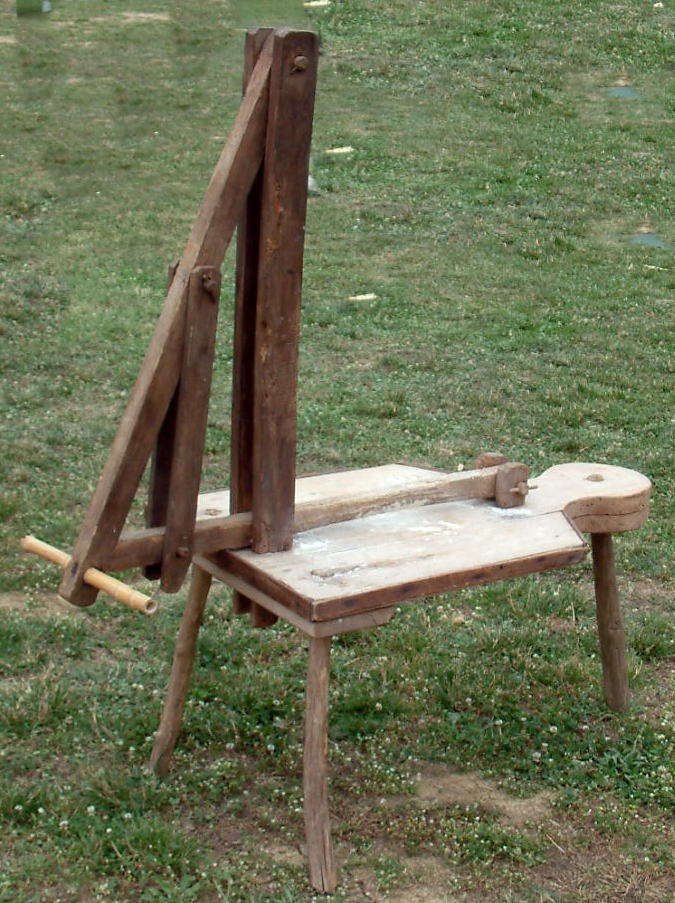
Una gramolatrice

La gramolatrice o gràmola, o ancora gramadora in dialetto romagnolo (imolese), era uno strumento di legno usato un tempo in Romagna per impastare la pasta del pane. 
Nelle campagne romagnole nei secoli scorsi il pane veniva fatto e cotto direttamente nelle case di ogni famiglia contadina.

## Sistema di utilizzo

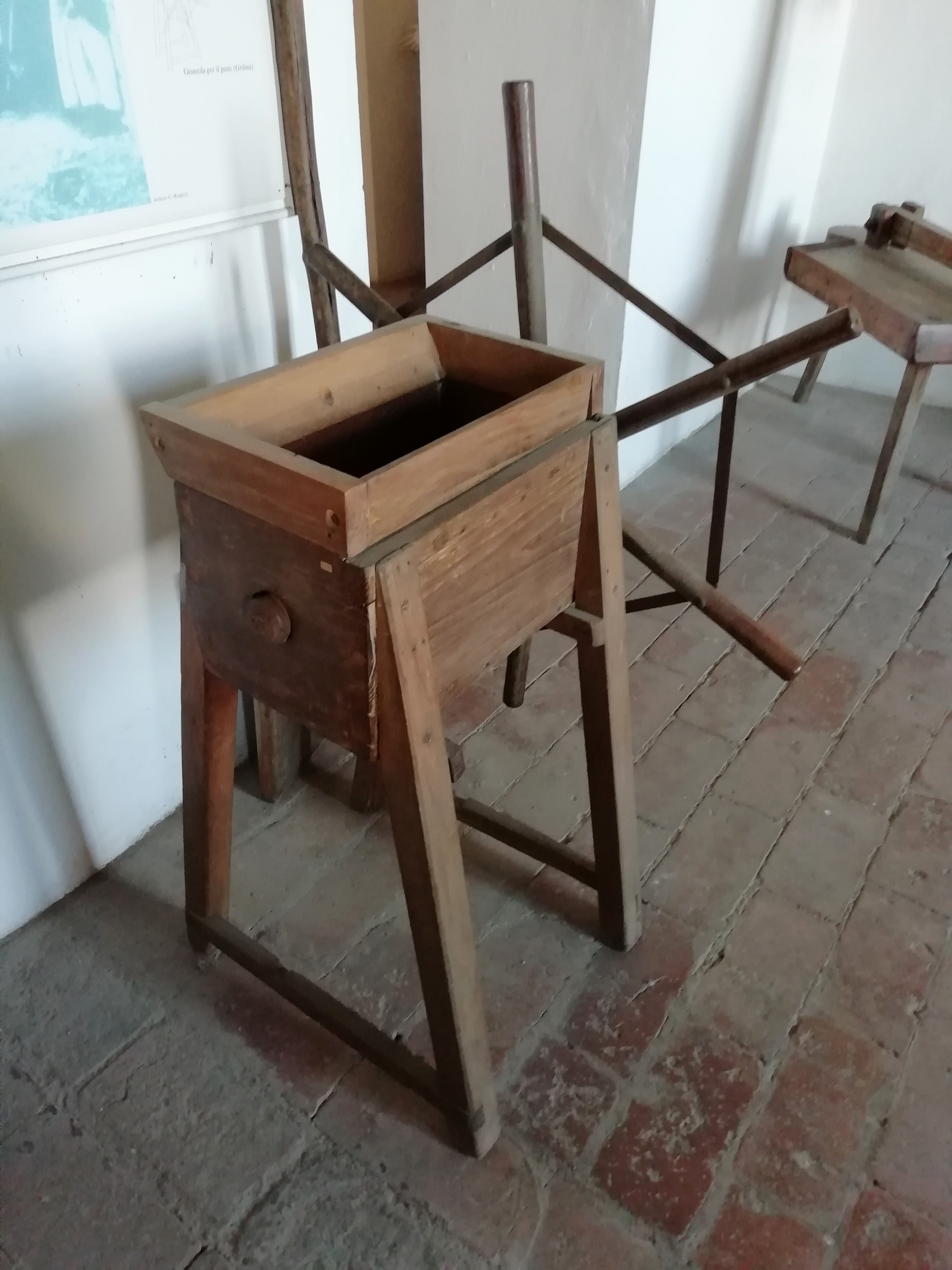
Gramola con timone per impastare il pane conservata al Museo dell'uomo e dell'ambiente di Terra del Sole

Dopo una rapida impastatura manuale degli ingredienti ed ottenuta una prima miscelazione della pasta preparata per fare il pane, questa veniva posta sul piano di lavoro della gramolatrice ed un operatore (solitamente di sesso maschile) ne alzava ed abbassava con forza l'asta centrale ottenendo di farla entrare penetrare nell'impasto, impastandolo.
L'asta veniva poi alzata ed una delle donne ne approfittava per girare la pasta prima che l'addetto la ripremesse con forza e così via finché la pasta non diventava ben impastata e perfettamente liscia. 
I movimenti dell'asta erano rapidi e possenti poiché la pasta era di vari chilogrammi pertanto chi rigirava la pasta doveva essere veloce e molto esperta per non farsi schiacciare una mano dall'asta in movimento anche se l'asta delle gramolatrici migliori non arrivava mai a toccare la sua base di legno.

## Attrezzi affini
Esistevano anche altri tipi di gramole, usati non solo per impastare la pasta del pane ma anche, per esempio, per la gramolatura della canapa, ossia per spezzare le canne della canapa per estrarne la fibra tessile, o per la gramolatura delle olive per estrarne l'olio.